# Cristina Fernández de Kirchner
Cristina Elisabet Fernández de Kichner (sinh 19 tháng 2 năm 1953), thường được gọi bằng tên kết hôn của bà là Cristina Kirchner, là đương kim Phó tổng thống và là cựu Tổng thống của Argentina thuộc Đảng Chính nghĩa. Bà là phu nhân của cựu Tổng thống Argentina Néstor Kirchner.
Trong cuộc tổng tuyển cử tháng 10 năm 2007, Fernández tranh cử chức tổng thống Argentina, đại diện cho Đảng Mặt trận Chiến thắng đương quyền. Theo kết quả chính thức từng phần, bà đã giành thắng lợi với gần 45% số phiếu bầu, một tỷ lệ phiếu bầu cao hơn 22% so với đối thủ kế tiếp (được 23%) — một trong những khoảng cách phiếu xa nhất một ứng cử viên đạt được kể từ khi nền dân chủ quay trở lại quốc gia này năm 1983 — tránh được một cuộc bầu cử lại. Bà sẽ trở thành nữ tổng thống thứ hai của Argentina (sau Isabel Martínez de Perón), nhưng là nữ tổng thống đầu tiên được bầu.
Hiện nay Bà cũng là thành viên của Hội đồng Phụ nữ lãnh đạo thế giới.
Kirchner và chồng là Néstor Kirchner có hai con là Máximo và Florencia.
Ngày 22-11,  ông Mauricio Macri thuộc liên minh trung hữu Thay Đổi đã giành chiến thắng với  53% số phiếu, trong khi đối thủ thuộc đảng cầm quyền, ông Daniel Scioli, giành 47% số phiếu. Scioli là ứng viên liên minh Mặt trận vì Thắng lợi (FvP). Với chiến thắng đó. Cuộc tổng tuyển cử năm 2015 tại Argentina đầy gay cấn đã khép lại sau hơn 3 tháng tranh cử quyết liệt giữa các ứng cử viên. Ngày 10/12 tới đây, ông Macri sẽ nhậm chức. Nhiệm vụ của tân Tổng thống Argentina trong thời gian tới chủ yếu tập trung vào việc vực dậy nền kinh tế lớn thứ ba Mỹ Latinh hiện đang trì trệ bao gồm: giảm lạm phát, thu hút đầu tư phục vụ tăng trưởng và giải quyết nợ với các quỹ đầu cơ.

## Thời trẻ
Kirchner sinh ra tại La Plata, tỉnh Buenos Aires, và học luật tại Đại học quốc gia La Plata trong thập niên 1970, tốt nghiệp luật năm 1979. Trong thời gian học đại học ở đây, bà đã gặp người sau này là chồng của mình, Néstor. Họ đã kết hôn ngày 9 tháng 3 năm 1975.